# Jam Boyz
O Jam Boyz era um clube de futebol de Anguilla.
Participou pela primeira vez na temporada 2002–03, onde disputou a Soccerama, mas não conseguiu uma posição de destaque. Não se sabe o desempenho da equipe pela liga nessa temporada. Também jogou em 2005–06, novamente pelas duas competições, mas desta vez conseguindo o vice-campeonato na Soccerama. Sua última aparição foi na temporada seguinte, onde acabou desistindo no meio da liga depois de perder 6 jogos (em 6 rodadas).